# Bistum Ganda
Das Bistum Ganda (lateinisch Dioecesis Gandensis, portugiesisch Diocese de Ganda) ist eine in Angola gelegene römisch-katholische Diözese mit Sitz in Ganda.

## Geschichte
Papst Franziskus errichtete das Bistum am 1. August 2024 aus Gebietsanteilen des Bistums Benguela und unterstellte es dem Erzbistum Huambo als Suffragandiözese. Zum ersten Diözesanbischof wurde gleichzeitig der bisherige Weihbischof in Benguela, Estêvão Binga, ernannt.
Das Territorium des Bistums umfasst die Kreise Caimbambo, Chongorói, Cubal und Ganda in der Provinz Benguela sowie  den Kreis Chinjenje in der Provinz Huambo.